# Nowa Hrebla (obwód chmielnicki)
Nowa Hrebla (ukr. Нова Гребля) – wieś na Ukrainie, w obwodzie chmielnickim, w rejonie chmielnickim, w hromadzie Wołoczyska. W 2001 liczyła 243 mieszkańców, spośród których 239 wskazało jako ojczysty język ukraiński, a 4 rosyjski.